# Alegeri legislative în Ucraina, 2007
Alegerile parlamentare anticipate din 2007 în Ucraina au avut loc pe 30 septembrie 2007 și organizate conform unui acord între președintele Viktor Iușenko și prim-ministrul Viktor Ianukovici după criza politică îndelungată. La alegerile au participat 20 concurenți electorali. Conform mai multor sondaje de opinie, cele mai mari șanse de a trece pragul electoral au avut 4 partide și blocuri electorale: Partidul Regiunilor, Blocul Iulia Timoșenko, Ucraina Noastră – Autoapărarea Populară și Partidul Comunist. 
După alegeri, Blocul Iulia Timoșenko (156 de mandate) și blocul președintelui Viktor Iușcenko „Ucraina Noastră – Autoapararea Populară” (72 de mandate) au format Coaliția Forțelor Democratice (Coaliția Portocalie).

## Rezultate

Rada Supremă din Ucraina (2007)

Prezența la vot a fost de 57,94% sau 22.935.609 de voturi liber exprimate. 
Rezultatele alegerilor legislative din 28 octombrie 2012 din Ucraina
| Partide și coaliții            | Partide și coaliții                       | Voturi     | %      | creștere/descreștere | Locuri |
| ------------------------------ | ----------------------------------------- | ---------- | ------ | -------------------- | ------ |
|                                | Partidul Regiunilor                       | 8.013.918  | 34,37% | ▲ 2.23%              | 175    |
|                                | Blocul Iulia Timoșenko                    | 7.162.174  | 30,71% | ▲ 8.42%              | 156    |
|                                | Ucraina Noastră – Autoapărarea Populară   | 3.301.012  | 14,15% | ▲ 0.20%              | 72     |
|                                | Partidul Comunist din Ucraina             | 1.257.397  | 5,39%  | ▲ 1.73%              | 27     |
|                                | Blocul Litvin                             | 924.568    | 3,96%  | ▲ 1.52%              | 20     |
|                                | Partidul Socialist din Ucraina            | 668.185    | 2,86%  | ▼ 2.83%              | —      |
|                                | Partidul Progresist Socialist din Ucraina | 309.119    | 1,32%  | ▼ 1.61%              | —      |
|                                | Uniunea Panucraineană „Libertatea”        | 178.655    | 0,76%  | ▲ 0.40%              | —      |
|                                | Alte partide                              | 483.377    | 2,02%  | —                    | —      |
|                                | Împotriva tuturor                         | 637.204    | 2,73%  | —                    | —      |
| Total (prezența la vot 57,94%) | Total (prezența la vot 57,94%)            | 22.935.609 | 100.00 | —                    | 225    |

### Componența Radei Supreme din Ucraina (2007–2008)
| 50,6% | Coaliția Forțelor Democratice (Coaliția Portocalie)              | 228 |  |  |  |  |  |  |  |  |  |  |  |  |  |  |  |  |  |  |  |  |  |  |  |
| 49,4% | Opoziție (Partidul Regiunilor, Partidul Comunist, Blocul Litvin) | 222 |  |  |  |  |  |  |  |  |  |  |  |  |  |  |  |  |  |  |  |  |  |  |  |
| Partidul Regiunilor (175) · Blocul Iulia Timoșenko (156) · Ucraina Noastră – Autoapărarea Populară (72) · Partidul Comunist (27) · Blocul Litvin (20) |                                                                  |     |  |  |  |  |  |  |  |  |  |  |  |  |  |  |  |  |  |  |  |  |  |  |  |

### Componența Radei Supreme din Ucraina (2008–2010)
| 55,1% | Coaliția Dezvoltării Naționale, Stabilității și Ordinii | 248 |  |  |  |  |  |  |  |  |  |  |  |  |  |  |  |  |  |  |  |  |  |  |  |  |  |
| 44,9% | Opoziție (Partidul Regiunilor, Partidul Comunist)       | 202 |  |  |  |  |  |  |  |  |  |  |  |  |  |  |  |  |  |  |  |  |  |  |  |  |  |
| Partidul Regiunilor (175) · Blocul Iulia Timoșenko (156) · Ucraina Noastră – Autoapărarea Populară (72) · Partidul Comunist (27) · Blocul Litvin (20) |                                                         |     |  |  |  |  |  |  |  |  |  |  |  |  |  |  |  |  |  |  |  |  |  |  |  |  |  |

### Componența Radei Supreme din Ucraina (2010–2012)
| 52,2% | Coaliția „Stabilitatea și Reforme”                                         | 235 |  |  |  |  |  |  |  |  |  |  |  |  |  |  |  |  |  |  |  |  |  |  |  |  |
| 47,8% | Opoziție (Blocul Iulia Timoșenko, Ucraina Noastră – Autoapărarea Populară) | 215 |  |  |  |  |  |  |  |  |  |  |  |  |  |  |  |  |  |  |  |  |  |  |  |  |
| Partidul Regiunilor (172) · Blocul Iulia Timoșenko (148) · Ucraina Noastră – Autoapărarea Populară (67) · Partidul Comunist (27) · Blocul Litvin (20) · Deputați neafiliați (16) |                                                                            |     |  |  |  |  |  |  |  |  |  |  |  |  |  |  |  |  |  |  |  |  |  |  |  |  |